# Art Bears
Art Bears war eine experimentell-avantgardistische Rockgruppe.
Sie entstand 1978 aus den Überresten der progressiven Gruppe Henry Cow, war von Anfang an als kurzzeitiges Experiment gedacht und löste sich 1982 auch wieder auf. Das Trio bestand aus Fred Frith (Gitarre, Bass, Violine u. a.), Chris Cutler (Perkussion, Texte) und Dagmar Krause (Stimme). Ihre Musik griff oft politische, meist marxistisch/sozialistisch gefärbte Positionen auf (u. a. in Zitaten und Allusionen von Hanns Eisler) und entfaltete trotz ihrer Orientierung an herkömmlichen Songstrukturen große Komplexität.
Cutler und Frith konzertierten auch ohne Dagmar Krause, u. a. auf den CDs Live in Moscow, Prague & Washington (1990) und 2 Gentlemen In Verona (2000).

## Diskografie (Auswahl)
- Hopes and Fears (1978)
- Winter Songs (1979)
- Rats & Monkeys/Collapse (1979)
- The World as It Is Today (1981)
- All Hail (1982)
- The Art Box (2004), 6 CDs, mit allen Veröffentlichungen und zusätzlichen Remixes